# Киреева, Александра Петровна
Александра Петровна Киреева (1926 — 2000) — советский передовик производства в сельском хозяйстве. Герой Социалистического Труда (1966).

## Биография
Родилась в селе Кавельщино, Бельского района Тверской области в крестьянской семье.
С 1941 года после окончания сельской школы с началом Великой Отечественной войны начала трудовую деятельность в колхозе «Коммунар» Бельского района Тверской области.
С 1960 года после реорганизации колхоза «Коммунар» в совхоз «Кавельщинский» село Кавельщино — продолжала работать телятницей. А. П. Киреева являлась инициатором подсосного метода выкармливания, при котором телята до 7—8 месяцев кормятся максимально естественно, непосредственно из вымени коровы-кормилицы.
На протяжении ряда лет А. П. Киреева становилась победителем социалистического соревнования среди телятниц совхоза «Кавельщинский», а по итогам 7-й семилетки с 1959 по 1965 годы — передовым животноводом Калининской области.
22 марта 1966 года Указом Президиума Верховного Совета СССР «за достигнутые успехи в развитии животноводства, увеличении производства и заготовок мяса, молока, яиц, шерсти и другой продукции» Александра Петровна Киреева была удостоена звания Героя Социалистического Труда с вручением Ордена Ленина и золотой медали «Серп и Молот».
По итогам работы в последующие годы 8 апреля 1971 года Указом Президиума Верховного Совета СССР «по итогам работы в 8-й пятилетке с 1966 по 1970 годы»  А. П. Киреева была награждена Орденом Трудового Красного Знамени.
А. П. Киреева неоднократно участвовала в Выставке достижений народного хозяйства (ВДНХ СССР).
Жила в селе Кавельщино. Умерла в 2000 году.

## Награды
- Медаль «Серп и Молот» (22.03.1966)
- Орден Ленина (22.03.1966)
- Орден Трудового Красного Знамени (8.04.1971)